# Дунайське зледеніння
Дунайське зледеніння — зледеніння, що відбувалося в четвертинному періоді, відноситься дослідниками до початку плейстоцену або кінця пліоцену (близько 1,5—1,8 млн років тому). Воно не входить у традиційну схему чотирьох льодовикових епох Альп Альбрехта Пенка. Було виділене німецьким геологом Бартелем Еберлем у 1928 році і назване на честь Дунаю. Дунайське зледеніння є найдавнішим зледенінням Альп, докази якого є за межами регіону Іллер-Лех. Воно відбувалося після Бібер-дунайського потепління і до Дунай-гюнцського потепління.

## Характеристика
Перед виділенням його в якості окремого зледеніння, льодовикові відкладення відносились дослідниками до так званого Міндельського зледеніння. Відділення Дунайського зледеніння від більш раннього Біберського і більш пізнього Гюнцського було зроблено на основі аналізу розташування зандрів.
Як і інші, більш ранні гляціали Альп, важко точно охарактеризувати місце Дунайського зледеніння в схемі альпійських зледенінь. Згідно Хаббе (2007), його, ймовірно, можна прирівняти до комплексу Менапіум голландської схеми зледенінь (відповідає Пінауському зледенінню в Північній Німеччині). Це твердження не доведене, проте якщо воно виконується, то Дунайське зледеніння відповідає етапам MIS 26-28 ізотопної хронології, тобто приблизно 950 000-1 000 000 років тому.
Під час Дунайського зледеніння, ймовірно вся альпійська область була покрита льодом, з якого окремі нижні кінці льодовиків виходили на передгір'я. Дуже різні часові класифікації, засновані на скам'янілостях, свідчать про те, що льодовикові гравійні тераси утворилися за кілька етапів.
Залишки нижньої гравійної тераси Дунайського зледеніння складаються головним чином з сильно вивітреного гравію з Вапнякових Альп і знаходяться в основному на високих зандрах в області Іллер-Лех.